# Pantacordis
Pantacordis é um gênero de traça pertencente à família Agonoxenidae.